# Elisabetta De Blasis
Elisabetta De Blasis (Avezzano, 30 aprile 1974) è una politica italiana, eletta nel 2022 europarlamentare.

## Biografia
Nata ad Avezzano e diplomatasi al locale liceo classico Alessandro Torlonia, si è laureata nel 1999 in medicina e chirurgica all'Università degli studi dell'Aquila con la lode, specializzandosi poi in cardiologia nel 2003, nel medesimo ateneo. È inoltre diplomata in violoncello presso il Conservatorio Alfredo Casella e ha svolto per anni attività concertistica. Dal 2004 al 2015 è stata dirigente medico presso l'Unità di Terapia Intensiva Cardiologica dell'ospedale Santi Filippo e Nicola di Avezzano e dal 2015 è dirigente medico presso il reparto cardiologia dell'ospedale San Salvatore dell'Aquila, dove dal 2021 è responsabile del Servizio di Cardiologia Pediatrica e dell'Età Evolutiva.

## Attività politica
Nel 2015 viene eletta al consiglio comunale dell'Aquila con Forza Italia. Nel maggio 2018 aderisce alla Lega di Salvini. Nel corso della consiliatura è stata presidente della III commissione comunale permanente "politiche sociali, culturali e formative". Nel 2019 si candida alle elezioni europee con la Lega per Salvini Premier, risultando essere la prima dei non eletti, con 26 549 preferenze nella circoscrizione Italia meridionale.
Nel 2020 passa a Fratelli d'Italia. Nel febbraio 2022 rientra in Forza Italia, salvo poi tornare nella Lega lo stesso anno dopo la sua elezione come europarlamentare.
Subentra ufficialmente nel 2022 al Parlamento Europeo ad Andrea Caroppo, dimessosi in quanto eletto alla Camera dei deputati. L'8 settembre 2023 lascia la Lega per incompatibilità con i vertici abruzzesi. Al Parlamento Europeo l'11 settembre 2023 lascia il gruppo Identità e Democrazia ed entra a far parte dei Non-Iscritti. Il 9 novembre 2023 entra ufficialmente a far parte del gruppo europeo dei Conservatori e Riformisti Europei facente capo al partito italiano Fratelli d'Italia.

## Dossier legislativi al Parlamento Europeo
Al Parlamento Europeo si occupa prevalentemente di questioni sanitarie, considerata la sua professionalità nel campo medico. 
Fino all'11 settembre 2023, con il gruppo Identità e Democrazia è membro effettivo della Commissione per lo sviluppo del Parlamento europeo (DEVE) ed è membro sostituto nella Commissione Ambiente, Salute Pubblica, Sicurezza Alimentare (ENVI), nonché della Sottocommissione Salute Pubblica (SANT). 
Dal 20 novembre 2023, con il gruppo Conservatori e Riformisti Europei, è membro effettivo della Commissione per lo sviluppo regionale del Parlamento europeo (REGI) ed è membro sostituto nella Commissione per l'industria, la ricerca e l'energia del Parlamento europeo (ITRE) e nella Sottocommissione Salute pubblica (SANT). 
Nel suo primo anno di attività legislativa è stata nominata relatrice ombra per il gruppo ID per negoziare i seguenti dossier legislativi:
- Spazio europeo dei dati sanitari (Regolamento);
- Strategia dell'Unione Europea per i prodotti tessili sostenibili e circolari (Iniziativa Parlamento Europeo);
- Attuazione e realizzazione degli obiettivi di sviluppo sostenibile (SDGs) dell'Agenda 2030 delle Nazioni Unite (Iniziativa Parlamento Europeo).

## Vita privata
È sposata con il medico e professore universitario Angelo Cacchio. Hanno tre figli.